# کاکل‌فری تاج‌زرد
کاکل‌فری تاج‌زرد (نام علمی: Crax daubentoni) گونه‌ای از پرندگان تیرهٔ گوش‌خراشان، چاچالاکاها، شب‌خروش‌ها و کاکل‌فری‌ها است که در کلمبیا و ونزوئلا یافت می‌شود.

## آرایه‌شناسی و طبقه‌بندی
کاکل‌فری تاج‌زرد در گذشته به عنوان زیرگونه‌ای از کاکل‌فری نوک‌آبی (Crax alberti) طبقه‌بندی می‌شد. این گونه تک‌نماد است. چند زیرگونه که در گذشته برای آن پیشنهاد شده بود، مشخص شد که دورگه یا افراد ناهنجار هستند و بنابراین پذیرفته نشدند.